# Parker Fennelly
Parker W. Fennelly (Northeast Harbor, 22 ottobre 1891 – Peekskill, 22 gennaio 1988) è stato un attore statunitense.
Ha lavorato nella radio, in televisione e al cinema.

## Filmografia parziale

### Cinema
- La tragedia di Harlem (Lost Boundaries), regia di Alfred L. Werker (1949)
- Il fischio a Eaton Falls (The Whistle at Eaton Falls), regia di Robert Siodmak (1951)
- La congiura degli innocenti (The Trouble with Harry), regia di Alfred Hitchcock (1955)
- The Kettles on Old MacDonald's Farm, regia di Virgil W. Vogel (1957)
- Attenti alle vedove (It Happened to Jane), regia di Richard Quine (1959)
- Arrivano i russi, arrivano i russi (The Russians Are Coming, the Russians Are Coming), regia di Norman Jewison (1966)
- Dolce veleno (Pretty Poison), regia di Noel Black (1968)

### Televisione
- Have Gun - Will Travel – serie TV, 2 episodi (1958-1960)
- The Nurses – serie TV, episodio 1x32 (1963)